# Hogna posticata
Hogna posticata este o specie de păianjeni din genul Hogna, familia Lycosidae. A fost descrisă pentru prima dată de Banks, 1904. Conform Catalogue of Life specia Hogna posticata nu are subspecii cunoscute.